# Plateau de Madrie
Le plateau de Madrie est une région naturelle de Normandie. Cette région géographique apparaît au milieu du XIXe siècle, pour évoquer l'ancien comté de Madrie. Le terme sera consacré par le géographe Onésime Reclus.

## Présentation
Situé à l'est du département de l'Eure, il sépare les vallées de la Seine et de l'Eure. C'est le bord est du plateau d'Évreux-Saint-André entaillé par la vallée de l'Eure. Il s'étend sur la rive droite de l'Eure, de Pacy-sur-Eure à Pont-de-l'Arche.
Il possède un maillage de villages assez dense et son sol sableux permet la céréaliculture.